# Anders Björck
Pour les articles homonymes, voir Björck.
Anders Per-Arne Björck, né le 19 septembre 1944 à Nässjö, est un homme politique, député et ministre suédois, membre du parti modéré. Il est notamment ministre de la Défense de 1991 à 1994.

## Biographie
Anders Björck commence sa carrière politique en prenant entre autres la présidence de la jeunesse étudiante modérée de 1963 à 1965, et des jeunes modérés de 1966 à 1971. En 1969, il est élu député, et siège à la commission constitutionnelle du parlement de 1974 à 1991 - il en devient vice-président en 1982. En 1989, il devient le premier Suédois président de l'assemblée parlementaire du Conseil de l'Europe. Il participe à plusieurs enquêtes publiques ayant trait au droit d'auteur et aux médias, et est le porte-parole du parti modéré sur ces thèmes. Il est ministre de la Défense du gouvernement Carl Bildt entre 1991 et 1994. Il devient ensuite vice-président du parlement jusqu'en 2002. De 2002 à 2009, il est préfet du comté d'Uppsala.
Anders Björck est membre de la franc-maçonnerie. Il est président du cercle Sällskapet, ainsi que d'une fédération suédoise de tir sportif, la SPSF. Il s'est vu décerner le prix de Smålandais de l'année lors de sa première remise en 1988.

## Vie personnelle
Anders Björck est le fils d'un chef d'entrepôt. Il est marié avec Py-Lotte von Zweigbergk et a une fille, Anne.